# Supremo Tribunal da Assinatura Apostólica
O Supremo Tribunal da Assinatura Apostólica (Supremum Tribunal Signaturae Apostolicae), além de exercer a função de Supremo Tribunal, provê à reta administração da justiça na Igreja. 
A Assinatura Apostólica é regida por lei própria.

## Função
O Supremo Tribinal da Assinatura Apostólica julga: 
1. as queixas de nulidade e os pedidos de restitutio in integrum contra as sentenças da Rota Romana; 
2. os recursos, nas causas acerca do estado das pessoas, contra a recusa de novo exame da causa por parte da Rota Romana; 
3. as alegações de desconfiança e outras causas contra os Juízes da Rota Romana pelos atos realizados no exercício da sua função; 
4. os conflitos de competência entre Tribunais, que não dependem do mesmo Tribunal de apelo.
Além disso, ele julga dos recursos, apresentados dentro do prazo perentório de trinta dias úteis, contra cada um dos atos administrativos postos por dicastérios da Cúria Romana ou aprovados por eles, todas as vezes que se discuta se o ato impugnado tenha violado alguma lei, no modo de deliberar ou de proceder.
Nestes casos, além do juízo de ilegitimidade, ele pode também julgar, quando o recorrente o pedir, acerca da reparação dos danos sofridos com o ato ilegítimo. 
Julga também de outras controvérsias administrativas, que a ele são remetidas pelo Romano Pontífice ou pelos dicastérios da Cúria Romana, bem como dos conflitos de competência entre os mesmos dicastérios. 

## Competências do Tribunal
Compete também a este Tribunal: 
a) exercer a vigilância sobre a reta administração da justiça e tomar medidas, se necessário, a respeito dos advogados ou dos procuradores; 
b) julgar acerca dos pedidos dirigidos à Sé Apostólica para obter o deferimento da causa para a Rota Romana; 
c) prorrogar a competência dos Tribunais de grau inferior; 
d) conceder a aprovação, reservada à Santa Sé, do Tribunal de apelo, bem como promover e aprovar a ereção de Tribunais interdiocesanos.

## Prefeitos
|           | Nome                                       | Período   | Notas                          |
| Prefeitos | Prefeitos                                  | Prefeitos | Prefeitos                      |
| --------- | ------------------------------------------ | --------- | ------------------------------ |
| 53º       | Dominique François Joseph Cardeal Mamberti | 2014-     | Atual                          |
| 52º       | Raymond Leo Cardeal Burke                  | 2008-2014 |                                |
| 51º       | Agostino Cardeal Vallini                   | 2004-2008 |                                |
| 50º       | Mario Francesco Cardeal Pompedda           | 1999-2004 |                                |
| 49º       | Zenon Cardeal Grocholewski                 | 1998-1999 |                                |
| 48º       | Gilberto Cardeal Agustoni                  | 1992-1998 | prefeito emérito               |
| 47º       | Achille Cardeal Silvestrini                | 1988-1991 |                                |
| 46º       | Aurelio Cardeal Sabattani                  | 1982-1988 | pró-prefeito entre 1982 e 1983 |
| 45º       | Pericle Cardeal Felici                     | 1977-1982 |                                |
| 44º       | Dino Cardeal Staffa                        | 1967-1977 |                                |
| 43º       | Francesco Cardeal Roberti                  | 1959-1969 |                                |
| 42º       | Gaetano Cardeal Cicognani                  | 1954-1962 | pró-prefeito                   |
| 41º       | Giuseppe Cardeal Bruno                     | 1954      |                                |
| 40º       | Massimo Cardeal Massimi                    | 1946-1954 |                                |
| 39º       | Enrico Cardeal Gasparri                    | 1933-1946 |                                |
| 38º       | Bonaventura Cardeal Cerretti               | 1931-1933 |                                |
| 37º       | Francesco Cardeal Ragonesi                 | 1926-1931 |                                |
| 36º       | Augusto Cardeal Silj                       | 1920-1926 |                                |
| 35º       | Michele Cardeal Lega                       | 1914-1920 |                                |
| 34º       | Vicenzo Cardeal Vannutelli                 | 1908-1914 |                                |
| 33º       | Luigi Cardeal Pallotti                     | 1889-1890 |                                |
| 32º       | Isidoro Cardeal Verga                      | 1885-1888 |                                |
| 31º       | Luigi Cardeal Serafini                     | 1884-1885 |                                |
| 30º       | Carlo Luigi Cardeal Morichini              | 1878-1879 |                                |
| 29º       | Carlo Cardeal Sacconi                      | 1867-1877 |                                |
| 28º       | Camillo Cardeal Di Pietro                  | 1863-1867 |                                |
| 27º       | Pietro Cardeal Marini                      | 1858-1863 |                                |
| 26º       | Mario Cardeal Mattei                       | 1854-1858 |                                |
| 25º       | Vincenzo Cardeal Macchi                    | 1841-1844 | pró-prefeito                   |
| 24º       | Francesco Cardeal Tiberi Contigliano       | 1841-1844 |                                |
| 23º       | Luigi Cardeal Bottiglia Savoulx            | 1834-1836 |                                |
| 22º       | Antonio Cardeal Pallotta                   | 1833-1834 |                                |
| 21º       | Giovanni Cardeal Caccia-Piatti             | 1833      |                                |
| 20º       | Giovanni Francesco Cardeal Falzacappa      | 1829-1833 |                                |
| 19º       | Antonio Cardeal Dugnani                    | 1817-1818 |                                |
| 18º       | Leonardo Cardeal Antonelli                 | 1795-1811 |                                |
| 17º       | Gregorio Cardeal Salviati                  | 1780-1794 |                                |
| 16º       | Giovanni Costanzo Cardeal Caracciolo       | 1765-1780 |                                |
| 15º       | Prospero Cardeal Colonna                   | 1744-1765 |                                |
| 14º       | Giuseppe Cardeal Firrao                    | 1737-1744 |                                |
| 13º       | Neri Maria Cardeal Corsini                 | 1733-1737 |                                |
| 12º       | Alamanno Cardeal Salviati                  | 1730-1733 |                                |
| 11º       | Lorenzo Cardeal Corsini                    | 1720-1730 |                                |
| 10º       | Bernardino Cardeal Scotti                  | 1717-1720 |                                |
| 9º        | Fabrizio Cardeal Spada                     | 1700-1717 |                                |
| 8º        | Giacomo Cardeal Cavallerini                | 1696-1699 |                                |
| 7º        | Fulvio Cardeal Astalli                     | 1693-1696 |                                |
| 6º        | Benedetto Cardeal Pamphili                 | 1685-1693 |                                |
| 5º        | Giacomo Cardeal Rospigliosi                | 1667-1684 |                                |
| 4º        | Flavio Cardeal Chigi                       | 1661-1667 |                                |
| 3º        | Benedetto Cardeal Odescalchi               | 1647-1650 | Beato Inocêncio XI             |
| 2º        | Antonio Cardeal Barberini                  | 1628-1632 |                                |
| 1º        | Maffeo Cardeal Barberini                   | 1610-1623 | Papa Urbano VIII               |